# Eremobates tejonus
Espèce
Eremobates tejonus est une espèce de solifuges de la famille des Eremobatidae.

## Distribution
Cette espèce est endémique de Californie aux États-Unis,.

## Description
Le mâle holotype mesure 10 mm

## Publication originale
- Chamberlin, 1925 : Diagnoses of new American Arachnida. Bulletin of the Museum of Comparative Zoology, vol. 67, p. 211-248 (texte intégral).